# Overhaulin’
Overhaulin’ – Aufgemotzt und abgefahrn’  ist eine zwischen 2004 und 2008 bzw. seit 2012 laufende US-amerikanische Fernsehsendung, welche sich mit Autotuning befasst und in Deutschland auf dem Discovery Channel und auf DMAX ausgestrahlt wird.

## Inhalt

### 2004–2009
In der Sendung wird ein meist schrottreifes Auto innerhalb von sieben Tagen in ein „neues“, Auto verwandelt. Dabei werden die Autos von dem Konstrukteur Chip Foose und seinen Mitarbeitern seinem Besitzer entwendet. Ein Bekannter oder auch ein Familienmitglied des „Bestohlenen“, der „Insider“, weiß dabei Bescheid und fungiert später auch gleichzeitig als Berater. Das Auto wird in eine Werkstatt gebracht und dort komplett zerlegt. Die Karosserie wird überarbeitet und etwaige technische Mängel am Fahrzeug beseitigt. Der Innenraum wird neu gestaltet und das Fahrzeug im Anschluss daran neu lackiert. Meistens wird auch noch die Motorleistung erhöht. Schließlich wird das umgebaute Fahrzeug seinem Besitzer zurückgegeben. Dies geschieht in den meisten Fällen unter inszenierten Umständen.
Vor dem endgültigen Umbau wird das Fahrzeug von Chip Foose, in Zusammenarbeit mit dem Bekannten bzw. Familienmitglied des Besitzers, neu entworfen. Foose entwickelt dabei die nötigen Umbaumaßnahmen über die Farbgestaltung bis hin zur neu- bzw. überarbeiteten Motorisierung.
Während der Umbauphase spielen die zwei Moderatoren Adrienne Janic und Chris Jacobs dem Inhaber des Wagens die ganze Episode über einen Streich. Sie behaupten zum Beispiel, das Auto sei gestohlen worden, es habe im Halteverbot gestanden und sei daraufhin abgeschleppt worden. Zudem treten sie dann als Polizisten oder Versicherungsvertreter auf, die den Fall gerade bearbeiten. In einer Folge wurde das Fahrzeug angeblich gestohlen und als Fluchtfahrzeug von Dieben benutzt. In einer anderen Folge zeigte man dem Besitzer, wie „sein“ Auto in einer Schredderanlage landete. Dies konnte nur funktionieren, indem das Moderatorenteam ein fast gleiches Fahrzeugmodell aufgetrieben hatte, das sowieso geschreddert werden sollte.
Die Rückgabe findet in der Werkstatt statt. Das Opfer erfährt, was an seinem Auto verändert wurde. Dann präsentiert sich das A-Team und die „Insider“ werden bekanntgegeben. Zum Schluss sagt jeder vor seinem Auto und allen Beteiligten den Satz: “My name is ... and I’ve just been overhauled.” (Deutsch: „Mein Name ist … und ich wurde overhauled.“) Dieser Satz wurde im Deutschen nicht nachsynchronisiert.

### Seit 2012
Die Neuauflage wurde im Gegensatz zur ersten Auflage ein wenig verändert. Jessi Combs ersetzt Adrienne Janic, welche wiederum ab 2014 als Co-Moderatorin wieder dabei ist. Jessi Combs wurde ab 2013 durch Arianny Celeste ersetzt. Chris Jacobs war von Anfang an mit dabei. Chip Foose ist Mitproduzent der Sendung. Eine weitere Veränderung war, dass als Kandidaten in der Regel Personen ausgesucht wurden, die in ihrem Leben etwas Besonderes vollbracht hatten oder vollbringen, zum Beispiel sozial engagierte Menschen. Ihnen wird kein Streich gespielt, sondern erzählt, dass ihr Fahrzeug beispielsweise als Leihgabe an ein Museum geht oder es in einer Werkstatt in Reparatur ist. Bei der Rückgabe wird zum Beispiel das Fahrzeug in einem Museum ausgestellt und der eigentliche Besitzer steht davor und bemerkt nicht, dass es sein Fahrzeug ist. Erst nach dem persönlichen Erscheinen der Moderatoren, Chip Foose und dessen Team wird das Rätsel letztendlich aufgelöst. Der „Overhauled-Spruch“ wird dort nachsynchronisiert.
Seit 2014 werden zu Anfang wieder kleine Streiche gespielt. Beispielsweise wird behauptet, das Fahrzeug werde von Schmugglern benutzt oder von einem Anhänger eines gegnerischen Eishockeyteams beschmiert. In einem Fall wurde das Auto wegen angeblicher Verstöße gegen Markenrechte abgeholt. Nach einigen Minuten wird das Rätsel aufgelöst und das Opfer weiß von Anfang an, dass sein Auto getunt wird.